# Zamarada apsis
Zamarada apsis är en fjärilsart som beskrevs av Fletcher 1974. Zamarada apsis ingår i släktet Zamarada och familjen mätare. Inga underarter finns listade i Catalogue of Life.